# Janie Fricke
Janie Fricke (South Whitley, 19 décembre 1947) est une chanteuse de country pop américaine. 

## Discographie
- Singer of Songs (1978)
- Love Notes (1978)
- From the Heart (1979)
- Nice 'n Easy (1980; with Johnny Duncan)
- I'll Need Someone to Hold Me When I Cry (1980)
- Sleeping with Your Memory (1981)
- It Ain't Easy (1982)
- Love Lies (1983)
- The First Word in Memory (1984)
- Somebody Else's Fire (1985)
- Black and White (1986)
- After Midnight (1987)
- Saddle the Wind (1988)
- Labor of Love (1989)
- Great Movie Themes (1991)
- Janie Fricke (1991)
- Crossroads: Hymns of Faith (1992)
- Now and Then (1995) - Compilation
- Bouncin' Back (2000)
- Tributes to My Heroes (2003)
- The Bluegrass Sessions (2004) - Compilation
- Roses and Lace (2008)
- Country Side of Bluegrass (2012) - Compilation, réédition de "The Bluegrass Sessions"